# A Palé
"A Palé" é uma música da cantora e compositora espanhola Rosalía. Foi lançado como single em 7 de novembro de 2019.

## Antecedentes
Rosalía postou uma prévia do vídeo em 6 de novembro de 2019 em suas mídias sociais com a legenda "A Palé mañanaaaaaa". Um comunicado de imprensa explicou o título da música, dizendo que "leva o nome dos paletes de madeira quase onipresentes pelos quais Rosalía foi cercada por anos crescendo em uma área fora de Barcelona, dominada pela indústria de caminhões, mas o espírito da música gira em torno de 'fazendo grande' - nossa capacidade de ser forte e ter muito peso". Música e vídeo são uma referência à área em que Rosalía cresceu.

## Vídeo musical
O videoclipe foi lançado em 7 de novembro de 2019 e foi dirigido por Jora Frantzis. O vídeo ocorre em um parque industrial com o cantor sentado em um contêiner escuro. Ela é vista pulando sobre vários contêineres antes de deslizar por um transportador. Rosalía é vista usando uma unibrow no vídeo que os críticos compararam à pintora Frida Kahlo.

## Apresentações ao vivo
Rosalía cantou a música pela primeira vez no Grammy Latino de 2019.